# 2016年上海浦东机场爆燃案
2016年上海浦东机场爆燃案于2016年6月12日下午14:26左右发生在上海浦东国际机场T2航站楼。嫌疑人周兴柏引爆了用啤酒瓶自制的爆炸物，并以匕首划伤自己的颈部。案件共造成四名游客受轻伤，嫌疑人本人受到重伤；机场内部分航班延误，未造成严重破坏。

## 经过

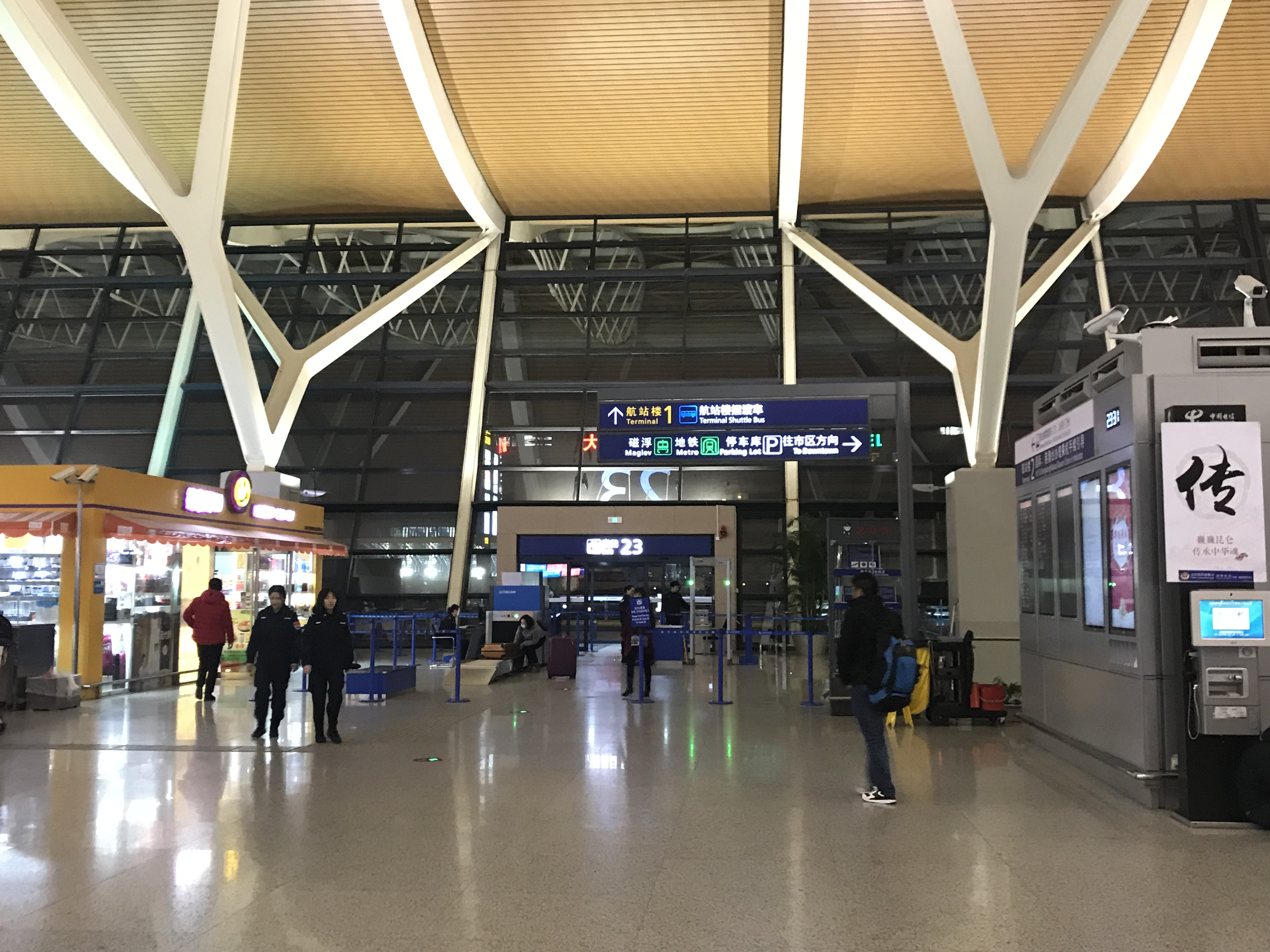
上海浦东国际机场在入口处对每位进入航站楼的人员进行一般级别的安全检查

爆炸事件于2016年6月12日下午14:26左右发生在上海市浦东国际机场T2航站楼国际出发C岛值机柜台，爆炸地点为菲律宾航空值机柜台附近。事发时，一名男子从背包中取出用啤酒瓶塞入烟花爆竹制成的自制爆炸物，丢至值机柜台前，啤酒瓶随即燃爆，多名目击证人称听到巨响，在场旅客纷纷逃散。该男子随后又从背包中取出匕首企图自杀，划伤自己颈部后倒地。有目击证人称嫌疑人身穿黑色长袖T恤和牛仔裤，脚上穿一双运动鞋，在举起酒瓶前曾大喊几句中文。
案件发生后，警方即控制了事发区域，并在该区域安排了武警执勤；截至当晚18时，警戒仍未解除。案件造成四名游客被爆燃的玻璃瓶碎片轻微划伤，其中一人为菲律宾籍，两人为上海本地籍，均已送医治疗。嫌疑人颈部受重伤，颈部静脉和气管都被割伤，被送往浦东新区人民医院抢救。案件未造成严重破坏，仅事发区域办理值机的三个航班受到影响，其他航班正常运行。机场T2航站楼距事发区域较近的22号出口被临时关闭，安检部门也提高了浦东机场的安检级别，凡进入机场值机大厅的人员均需脫鞋開包，接受防爆安检。春秋航空、吉祥航空等航空公司已通知旅客提前2小時到機場候機。而位於附近地區的虹桥机场、蘇南機場、萧山机场、龍灣機場等也提高了安檢等級，增加了防爆檢測。

## 调查
上海市公安局在案发后成立专案组对案件展开调查，核查嫌疑人的身份及其在上海市的生活轨迹。案发次日，上海市警方查明嫌疑人身份。该男子名为周兴柏，29岁，贵州铜仁市德江縣長堡鎮人。2006年高中毕业后先后在广东珠海、中山等地打工，2014年初开始在江苏昆山某企业打工；因沉溺网上赌博输光积蓄，无钱生活，只能靠借钱度日。案发前，周曾表示“准备去干一件疯狂至极的事情，丢小命是一定的”。在案发当日早晨自昆山乘长途汽车至上海青浦区，转乘公交车前往浦东机场。案发后，警方在其租住的房间中发现烟花爆竹残留物。
2016年9月12日，上海市浦东新区人民检察院对嫌犯周兴柏作出了批准逮捕的决定。

## 审判
2017年2月8日，上海市第三中级人民法院公开开庭审理该案。在审判现场上，嫌犯周兴柏表示，他在浦东机场作案的原因是在浦东机场犯案，影响力大，能引起高层关注。周兴柏也在庭审现场上表示认罪，但否认“报复社会”。2月17日，上海市第三中级人民法院一审宣判，周兴柏犯爆炸罪，判处有期徒刑八年，剥夺政治权利二年。